# Max Vetter
Max Fritz Vetter (født 17. marts 1892 i Stuhm, Tyske Kejserrige, ukendt dødstidspunkt) var en tysk roer.
Vetter roede for Berliner Ruderverein von 1876, og han deltog i klubbens otter ved OL 1912 i Stockholm, hvor Ruderverein-roerne vandt først deres indledende heat mod en ungarsk båd. I kvartfinalen mødte de en anden tysk båd fra Berliner Ruderclub Sport-Borussia, og Ruderverein-båden gik sejrrig ud af dette møde. I semifinalen mødte tyskerne en britisk båd fra Leander Club, som vandt heatet. Leander vandt også finalen mod en anden britisk båd fra New College, Oxford, som var kommet i finalen uden kamp, hvilket betød, at Vetter og hans båd blev nummer tre. De otte øvrige medlemmer af Ruderverein-båden var Otto Liebing, Willi Bartholomae, Fritz Bartholomae, Werner Dehn, Max Bröske, Rudolf Reichelt, Hans Matthiae og styrmand Kurt Runge.
Vetter vandt desuden det tyske mesterskaber med Ruderverein-otteren i 1912. Han vandt desuden en EM-guldmedalje i otter ved EM 1913 i Gent.

## OL-medaljer
- 1912:  Bronze i otter